# Horní Slavkov
Horní Slavkov är en stad i Tjeckien.   Den ligger i regionen Karlovy Vary, i den västra delen av landet, 110 km väster om huvudstaden Prag. Horní Slavkov ligger 567 meter över havet och antalet invånare är 5 818.
Terrängen runt Horní Slavkov är varierad. Runt Horní Slavkov är det ganska glesbefolkat, med 25 invånare per kvadratkilometer. Närmaste större samhälle är Karlovy Vary, 11,4 km norr om Horní Slavkov. I omgivningarna runt Horní Slavkov växer i huvudsak blandskog.